# Marian Czapla
Marian Czapla (Gacki, 1946. július 28. – Varsó, 2016. január 12.) lengyel festő, grafikus.
A Szentkereszt vajdaságban lévő kis faluban, Gackiban született 1946. július 28-án. Kielcében tanult, majd a varsói Képzőművészeti Egyetemen Stefan Gierowski (festészet), Halina Chrostowska és Joseph Pakulski (grafika) növendéke volt.
Czapla társalapítója volt a Simplex S4 csoportnak, 1974-től 1979-ig tagja volt az alkotóműhelynek. 1972-től korábbi egyeteme professzoraként festészetet tanított.
Munkái számos egyéni és csoportos kiállítás részeként váltak ismertté Lengyelországban és szerte a nagyvilágban. A kielcei Nemzeti Múzeum  2002. májusától tartott olyan kiállítást, mely 155 tetelben mutatta be Czapla munkásságának három évtizedét.
Varsóban élt, de 1979-ben a szülőfalujához közeli Szydłów díszpolgárának választotta. 69 éves korában hunyt el 2016. január 12-én.